# Scorzonera pratorum
Scorzonera pratorum là một loài thực vật có hoa trong họ Cúc. Loài này được (Krasch.) Stankov miêu tả khoa học đầu tiên năm 1949.